# Rolf vom Busch
Rolf vom Busch (* 12. Oktober 1905 in Remscheid; † 6. Juli 1971 in Wien) war ein deutscher  Hotelpage. Er wurde wegen Mordes an dem Stricher Kurt Schöning verurteilt. Ein Prozess wegen eines weiteren Mordes an Helmut Daube aus Gladbeck wurde ihm möglicherweise deshalb nicht gemacht, weil er 1936 in einem anderen, als geheim eingestuften Prozess, der den damaligen Führer und Reichskanzler Adolf Hitler betraf, wegen Landesverrates verurteilt wurde.
Da er wegen des Mordes an Kurt Schöning zur Verminderung der Rückfallgefahr kastriert worden war, wollte Rolf vom Busch sich offenbar an führenden Männern des nationalsozialistischen Regimes rächen, da diese die Entmannung als Strafe bei Sittlichkeitsdelikten verfügt hätten.
Er gab an, Stabschef Ernst Röhm aus der Pfadfinderbewegung zu kennen, ebenso Obergruppenführer Edmund Heines und SA-Gruppenführer Karl Ernst in Berlin. Röhm habe ihn im Hotel Kaiserhof in Berlin dem Führer Adolf Hitler zugeführt. Er behauptete, in der Lage zu sein, das Genital des Führers zu beschreiben, um seine Glaubwürdigkeit unter Beweis zu stellen. Außerdem behauptete er, Briefe Ernst Röhms zu besitzen.
Rolf vom Busch sagte zu seiner Gesinnung aus, er sei ebenso wie die von ihm Beschuldigten national gesinnt, wolle aber Rache für seine Entmannung nehmen.
Rolf vom Busch wurde auf Grund dieser Aussagen vom 3. Senat des Volksgerichtshofs in der Sitzung vom 4. August 1936 unter dem Richter Senatspräsident Eduard Springmann wegen Landesverrats zu zwei Jahren Zuchthaus und drei Jahren Ehrverlust verurteilt. Die Urteilsbegründung lautete, dass seine Aussagen das Ansehen des Führers im Ausland hätten herabsetzen können. Die Glaubwürdigkeit der Aussagen wurde nicht beurteilt.